# Manjit Singh (Fußballspieler)
Manjit Singh (* 25. Januar 1986) ist ein indischer Fußballspieler und hatte einige Einsätze im indischen Nationalteam.
Der Stürmer war vor seinem Engagement in Salgaocar bei Ex-Meister Mahindra United und Mohun Bagan AC unter Vertrag.